# Psittacopasseres
Psittacopasseres es un clado de aves que consiste en los Passeriformes y los Psittaciformes. Fue inicialmente nombrado como Psittacopasserae por Alexander Suh y colaboradores el año 2011. Por otra parte, los passeriformes son conocidos como aves cantoras y los loros comparten la capacidad de aprender vocalmente, por lo tanto, es posible que el aprendizaje vocal, y la correspondiente variedad de canto, estuviera presente en un ancestro de Psittacopasseres.